# 1992년 킹 파흐드컵 선수 명단
다음은 1992년 킹 파흐드컵에 참가한 선수 명단이다.